# Mougins
Mougins (okcitansko/provansalsko Mogins/Mougin) je mesto in občina v jugovzhodnem francoskem departmaju Alpes-Maritimes regije Provansa-Alpe-Azurna obala. Mesto ima okoli 20.000 prebivalcev.

## Geografija
Kraj leži v pokrajini Provansi med Cannesom in Le Cannetom na jugu ter Grassom na severu. Razdeljen je na pet četrti: samo središče, južni, vzhodni in zahodni del ter Mougins-le-Haut.

## Administracija
Mougins je sedež istoimenskega kantona, v katerega so poleg njegove vključene še občine Cannet (del), Mouans-Sartoux in La Roquette-sur-Siagne s 47.692 prebivalci.
Kanton je sestavni del okrožja Grasse.

## Zanimivosti
- kapele sv. Jerneja iz 14. do 15. stoletja, Notre-Dame-de-Vie in sv. Bernardina iz 16. stoletja, prvotno romanska cerkev sv. Jakoba, obnovljena od 15. do 19. stoletja;
- jezero Étang de Fontmerle z naravnim parkom Valmasque.

V kraju je prebival svojih 15 let in tam tudi umrl španski slikar Pablo Picasso.

## Pobratena mesta
- Aschheim (Bavarska, Nemčija)
- Lerici (Ligurija, Italija)